# Mariangelic Rojas
Mariangelic Elisabet Rojas Linares (* 2004) ist eine venezolanische Leichtathletin, die sich auf den Siebenkampf spezialisiert hat.

## Sportliche Laufbahn
Erste internationale Meisterschaftserfahrungen sammelte Mariangelic Rojas im Jahr 2024, als sie bei den U23-Südamerikameisterschaften in Bucaramanga mit 3566 Punkten den siebten Platz im Siebenkampf belegte.
2023 wurde Rojas venezolanische Meisterin im 100-Meter-Hürdenlauf sowie 2024 im Siebenkampf.

## Persönliche Bestleistungen
- 100 m Hürden: 14,44 s (+1,9 m/s), 26. Juni 2024 in Carcas
- Siebenkampf: 4568 Punkte, 31. August 2024 in Barinas